# Saeid Morad Abdvali
Saeid Morad Abdvali est un lutteur iranien né le 4 novembre 1989 à Andimeshk. Il a remporté une médaille de bronze en moins de 75 kg aux Jeux olympiques d'été de 2016 à Rio de Janeiro. Il est  trois fois champion du monde de Lutte gréco-romaine en 2007, 2008, 2011